# Iwahashi Eien
Iwahashi Eien (japanisch 岩橋 英遠, Vorname ursprünglich Hidetō gelesen; geb. 12. Januar 1903 in der Präfektur Hokkaidō; gest. 12. Juli 1999 in Sagamihara) war ein japanischer Maler der Nihonga-Richtung während  der Shōwa-Zeit.

## Leben und Werk
Iwahashi Eien ging 1924 nach Tokio und studierte unter Yamanouchi Tamon (1878–1932) Malerei. Nachdem er auf der Ausstellung Chūō Bijutsu (中央美術展) Werke gezeigt hatte, beteiligte er sich an den Ausstellungen 1932 und 1933 auf den Ausstellungen der „Blauen-Drachen-Gesellschaft“ (青龍社, Seiryū-sha). 1934 erhielt er auf der 21. Inten-Ausstellung seinen ersten Preis. Im selben Jahr gründete er mit Yoshioka Kenji, Fukuda Toyoshirō, Komatsu Hitoshi und anderen die „Studiengesellschaft für neues Nihonga“ (新日本画研究会, Shin nihonga kenkyūkai). Nachdem er 1937 als „Freund“ in das Nihon Bijutsuin aufgenommen worden war, erhielt er Unterstützung durch Yasuda Yukihiko. Nachdem die Studiengesellschaft für neues Nihonga sich 1938 aufgelöst hatte, beteiligte sich Eien, zusammen mit Maruki Iri, Funada Gyokuju und anderen, an der Gründung der Rekitei bijutsu kyōkai (歴程美術協会). Daneben stellte er weiterhin auf der Inten aus. – 1945 schloss sich Eien der „Donnerstags-Gesellschaft“ (火曜会, Kayō-kai) an, die von Schülern Yasudas gebildet worden war.
Eien erhielt den Preis des Nihon Bijutsuin auf dessen 35. Ausstellung 1950 und auch den Yokyma-Taikan-Preis für sein Gemälde „Meiji“ und wurde dort als Mitglied aufgenommen. 1953 gewann er den Förderpreis des Kultusministers (藝術選奨文部大臣賞, Geijutsu senshō mombu daijin shō) und 1959 Großen Preis des Kultusministers. Er wurde 1958 Lehrbeauftragter an der Geidai und 1968 dort Professor, schied dann 1970 aus dem Universitätsbetrieb aus. 1989 wurde er zur Person mit besonderen kulturellen Verdiensten ernannt und 1994 mit dem Kulturorden ausgezeichnet.
Eien war einer der bedeutendsten Künstler auf den Inten-Ausstellungen der Nachkriegszeit. Er ist bekannt für seine intellektuellen Themen, die er mit surrealistischen Elementen versah, und für eine begrenzte, sensitive Farbpalette.